# Elecciones generales del Reino Unido de 1983
Las elecciones generales del Reino Unido de 1983 fueron realizados el jueves 9 de junio de 1983. El Partido Conservador, liderado por Margaret Thatcher, obtuvo la victoria electoral más amplia desde la victoria laborista de 1945. Esto se debió a la victoria británica en la Guerra de las Malvinas el año anterior.

## Resultados
|  | 42.4 % |

|  | 27.6 % |

|  | 25.4 % |

|  | 0.8 % |

|  | 0.5 % |

|  | 1.1 % |

|  | 0.4 % |

|  | 0.4 % |

|  | 0.3 % |

|  | 0.1 % |

|  | 0.2 % |

|  | 0.2 % |

|  | 0.1 % |

|  | 0.1 % |

|  | 0.1 % |

|  | 0.2 % |

|  | 72.7 % |

### Resumen de resultados
| \| Voto popular \| Voto popular \| Voto popular \| Voto popular \| Voto popular \| \| --------------------------- \| --------------------------- \| ------------ \| ------------ \| ------------ \| \| \| \| \| \| \| \| Conservador \| Conservador \| \| 42.4 % \| 42.4 % \| \| Laborista \| Laborista \| \| 27.6 % \| 27.6 % \| \| Liberal-SDP \| Liberal-SDP \| \| 25.4 % \| 25.4 % \| \| SNP \| SNP \| \| 1.1 % \| 1.1 % \| \| UUP \| UUP \| \| 0.8 % \| 0.8 % \| \| DUP \| DUP \| \| 0.5 % \| 0.5 % \| \| Plaid Cymru \| Plaid Cymru \| \| 0.4 % \| 0.4 % \| \| Socialdemócrata y Laborista \| Socialdemócrata y Laborista \| \| 0.4 % \| 0.4 % \| \| Sinn Féin \| Sinn Féin \| \| 0.3 % \| 0.3 % \| \| Otros \| Otros \| \| 0.1 % \| 0.1 % \| |                             |  |        |        |
| Voto popular |                             |  |        |        |
| |                             |  |        |        |
| Conservador | Conservador                 |  | 42.4 % | 42.4 % |
| Laborista | Laborista                   |  | 27.6 % | 27.6 % |
| Liberal-SDP | Liberal-SDP                 |  | 25.4 % | 25.4 % |
| SNP | SNP                         |  | 1.1 %  | 1.1 %  |
| UUP | UUP                         |  | 0.8 %  | 0.8 %  |
| DUP | DUP                         |  | 0.5 %  | 0.5 %  |
| Plaid Cymru | Plaid Cymru                 |  | 0.4 %  | 0.4 %  |
| Socialdemócrata y Laborista | Socialdemócrata y Laborista |  | 0.4 %  | 0.4 %  |
| Sinn Féin | Sinn Féin                   |  | 0.3 %  | 0.3 %  |
| Otros | Otros                       |  | 0.1 %  | 0.1 %  |

### Resumen de asientos
| \| Escaños \| Escaños \| Escaños \| Escaños \| Escaños \| \| ------------- \| ------------- \| ------- \| ------- \| ------- \| \| \| \| \| \| \| \| Conservador \| Conservador \| \| 61.1 % \| 61.1 % \| \| Laborista-SDP \| Laborista-SDP \| \| 32.2 % \| 32.2 % \| \| Liberal \| Liberal \| \| 3.5 % \| 3.5 % \| \| UUP \| UUP \| \| 1.7 % \| 1.7 % \| \| DUP \| DUP \| \| 0.5 % \| 0.5 % \| \| Otros \| Otros \| \| 1.1 % \| 1.1 % \| |               |  |        |        |
| Escaños |               |  |        |        |
| |               |  |        |        |
| Conservador | Conservador   |  | 61.1 % | 61.1 % |
| Laborista-SDP | Laborista-SDP |  | 32.2 % | 32.2 % |
| Liberal | Liberal       |  | 3.5 %  | 3.5 %  |
| UUP | UUP           |  | 1.7 %  | 1.7 %  |
| DUP | DUP           |  | 0.5 %  | 0.5 %  |
| Otros | Otros         |  | 1.1 %  | 1.1 %  |

- Datos: Q918466
- Multimedia: 1983 United Kingdom general election / Q918466